# Bianka Rolando

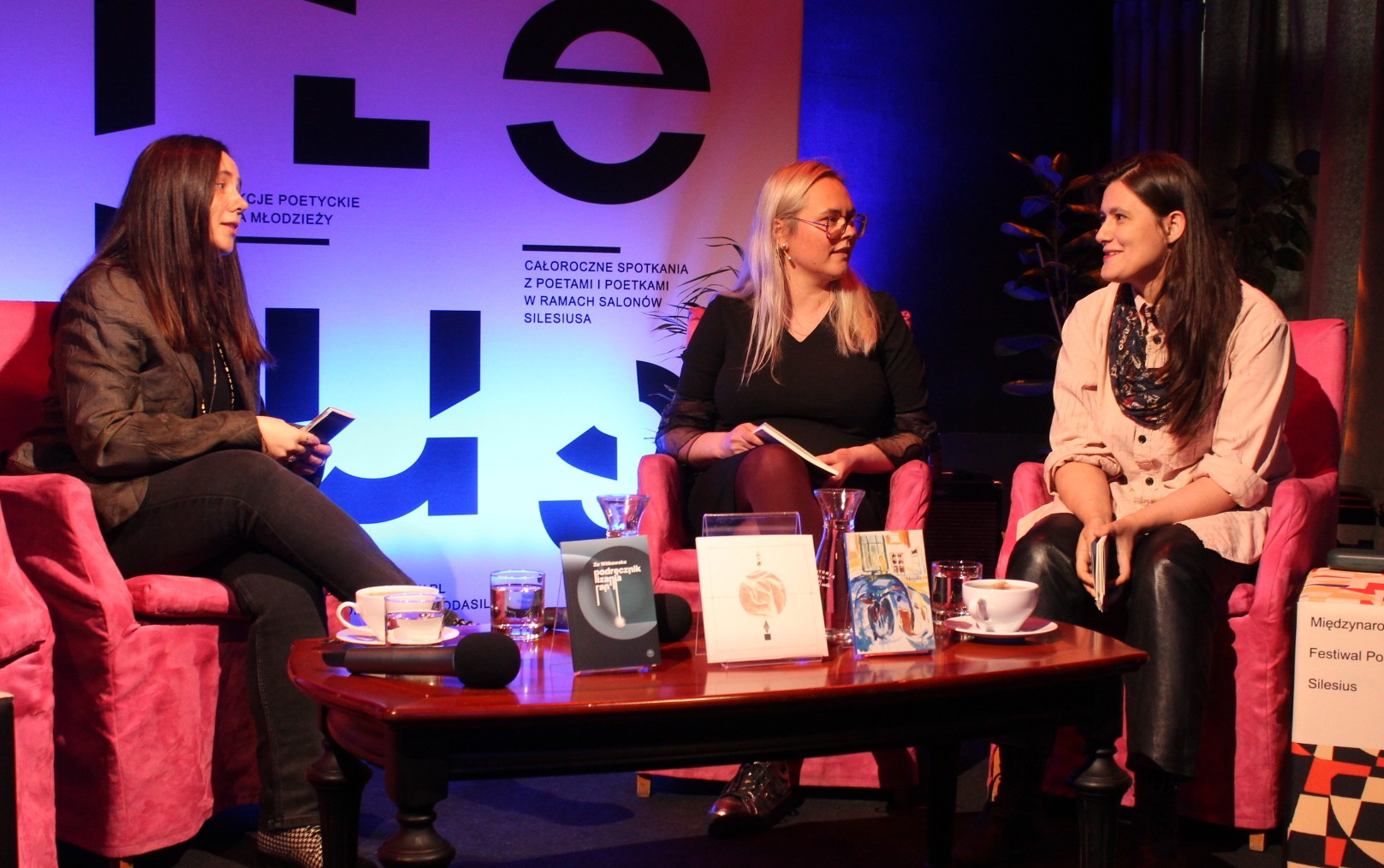
Zu Witkowska, Ewa Jarocka, Bianka Rolando

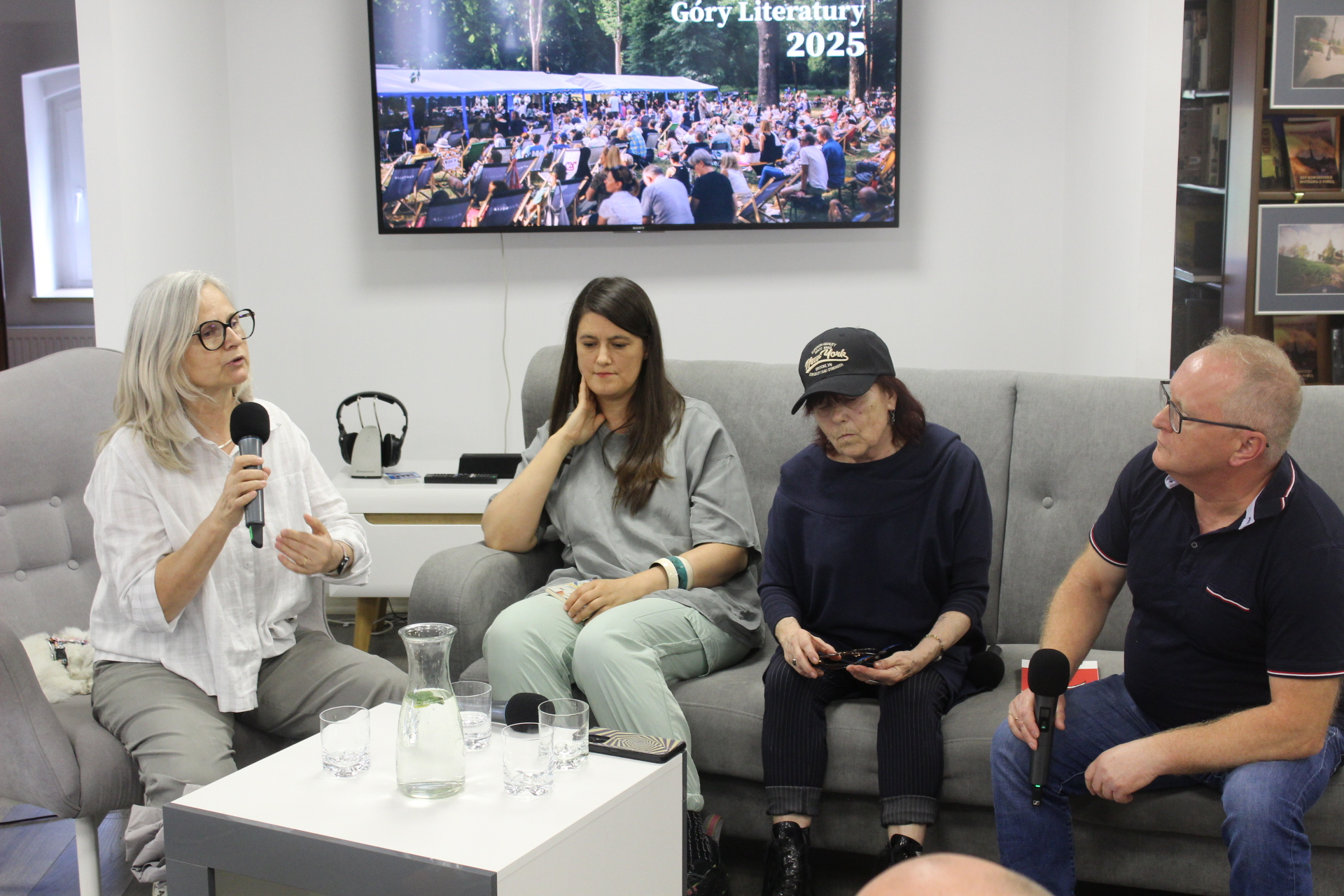
Anna Janko, Bianka Rolando, Mirka Szychowiak, Karol Maliszewski

Bianka Rolando (ur. 22 października 1979 w Warszawie) – doktor habilitowana w zakresie grafiki, artystka sztuk wizualnych oraz pisarka.

## Życiorys
Urodziła się w rodzinie polsko-włoskiej. Ukończyła poznańską Akademię Sztuk Pięknych. W 2017 r. uzyskała stopień doktora habilitowanego sztuk plastycznych na Akademii Sztuk Pięknych w Łodzi za rozprawę "Triumphzug odwrócony". Mieszka w Poznaniu. Opublikowała zbiór opowiadań Rozmówki włoskie (2007), nagrodzony Medalem Młodej Sztuki w dziedzinie literatury (2009), poemat Biała książka (2009), za który otrzymała Nagrodę im. Kazimiery Iłłakowiczówny za najlepszy debiut poetycki roku i wyróżnienie w Ogólnopolskim Konkursie Literackim "Złoty Środek Poezji" 2010. "Modrzewiowe korony" (2011) (Wyd. Biuro Literackie), "Podpłomyki" (2012) (wyd. WBPiCAK), teoretyczna książka o sztuce: "Mała książka o rysunku" (2013), (Wyd. Galeria Foksal), "Łęgi" (2015), WBPiCAK, "Pascha" (2016) (Wyd. WBPiCAK), "Stelle" (2019), (Wyd. Biuro Literackie), "Ostańce" (2020) (Wyd. WBPiCAK). Stypendystka Dachstein:Cult. W ramach austriackiego stypendium zrealizowała projekt Austrian Ski Team jako artist-in-residence w najwyżej położonej na świecie austriackiej galerii Dachstein Cult. Podczas swojego stypendium artystka stworzyła ponad 30 rysunków, wykonanych przy użyciu prostych technik rysunkowych - czarnego ołówka, czerwonego tuszu oraz zwierzęcego tłuszczu.

## Wystawy
- Bianka Rolando, Rol-And-Drop Twin Jackpot (kurator Roman Lewandowski)[7][8]
- Bianca Rolando,Kil i Delfin, Galeria Foksal, Warszawa 2019[9]
- Rysunki,próby chrztu, Galeria Foksal, Warszawa 2013[9]
- Czarna skrzynka, Galeria Foksal, Warszawa 2010[9]
- Rol-And-Drop Twin Jackpot, Bałtycka Galeria Sztuki Współczesnej, Ustka 2023[10][11]

## Publikacje

### Poezja
- Biała książka, Drukarnia i Księgarnia Świętego Wojciecha, Poznań 2009; drugie wydanie: Fundacja Nowoczesna Polska, Warszawa 2017.
- Modrzewiowe korony, Biuro Literackie, Wrocław 2010.
- Podpłomyki, WBPiCAK, Poznań 2012 (prozy poetyckie, ilustrowane samodzielnie przez artystkę)
- Łęgi, WBPiCAK, Poznań 2015.
- Pascha, WBPiCAK, Poznań 2016.
- Stelle, Biuro Literackie, Stronie Śląskie 2019.
- Ostańce, WBPiCAK, Poznań 2020[12].
- Abrasz, WBPiCAK, Poznań 2022[13][14].
- Absyda, WBPiCAK, Poznań 2024[15].

### Proza
- Rozmówki włoskie, Sic!, Warszawa 2007.

### Inne
- Mała książka o rysunku. A small book about the drawing, Galeria Foksal, Warszawa 2013. (tł. Caryl Swift).

### Antologie
- Del Vístula al Segre. Od Wisły do Segre, Rema 12, Barcelona 2017. (na kataloński tłumaczyli Xavier Farré i Jerzy Slawomirski).
- Dorzecze Różewicza, Biuro Literackie 2011, ISBN 978-83-62006-74-8